# Oldřich Meduna
Oldřich Meduna (4. září 1902 Brno – 9. listopadu 1996 Brno) byl český automobilový konstruktér, jehož nejslavnější období je spojeno s koncernem Škoda. Mezi jeho nejznámější díla patří populární nákladní automobil Škoda 706 a vládní limuzína Škoda VOS. V pozdějším věku byl vysokoškolským pedagogem, ovládal několik jazyků (plynně němčinu, angličtinu a ruštinu, částečně čínštinu).
Několik let byl také členem KSČ – do strany vstoupil v době obecné poválečné euforie v roce 1945, vyloučen byl v roce 1950.

## Vzdělání
Veškeré své prvotní vzdělání nabyl v Brně, absolvoval zde jak základní (národní) školu, tak i reálné gymnázium v Antonínské ulici a později vystudoval strojírenství na Vysoké škole technické (dnešní VUT Brno), kterou ukončil v roce 1924.
Řidičský průkaz získal až 26. června 1933 v době, kdy již několik let konstruoval a i sám řídil automobily.

## Konstruktér

### Královopolská strojírna
(15. 6. 1926 – 31. 7. 1926)
První zaměstnání jako konstruktér. Podle vlastních slov zde byl jediný Čech mezi samými Němci. Pracoval zde na konstrukci visuté dráhy pro válcovnu železa v konstrukčním oddělení jeřábů Jako začátečník pracoval bez nároku na mzdu.

### Praga
(1. 8. 1926 – 30. 9. 1927)

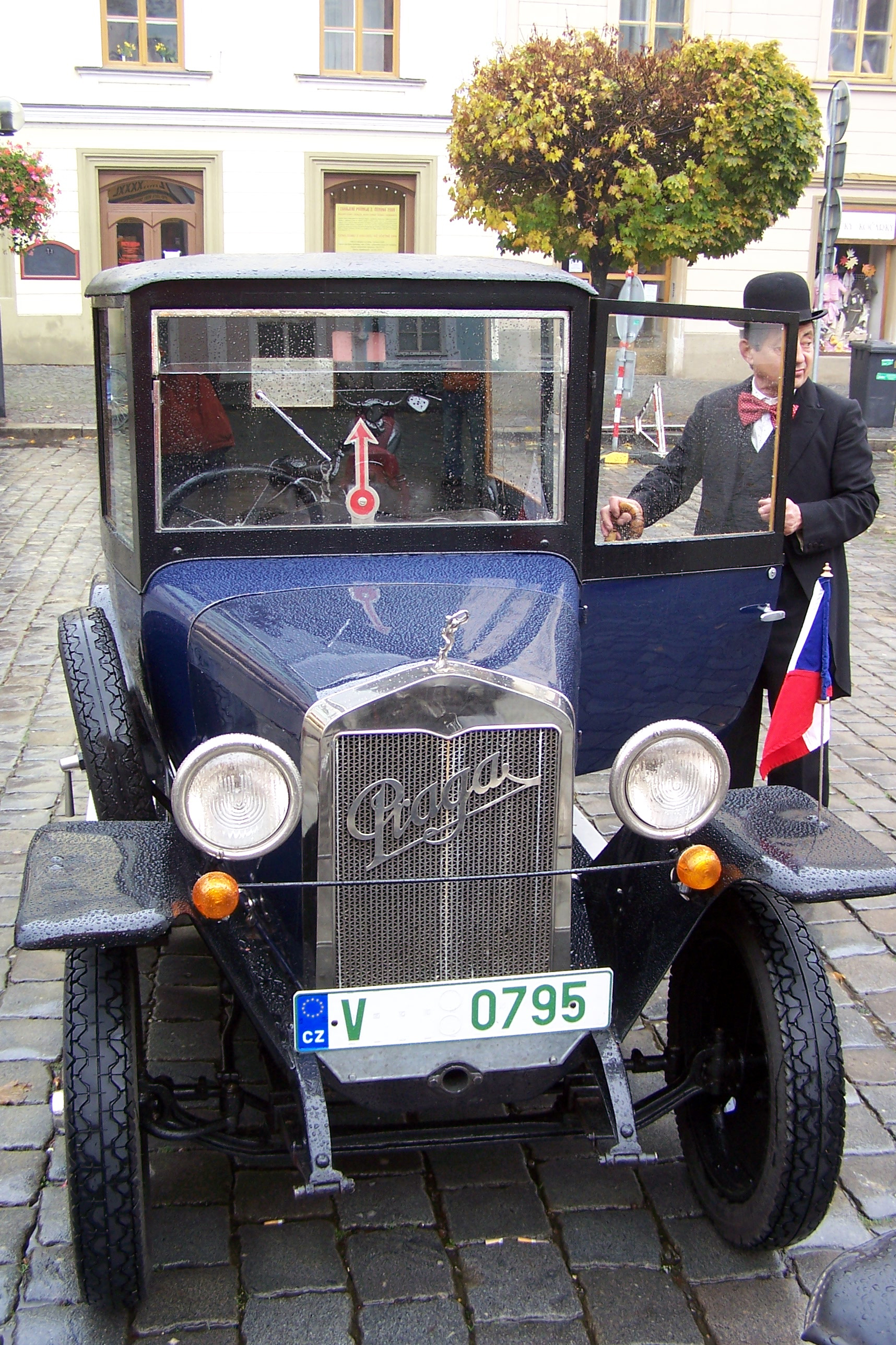
Praga Piccolo

Praga byla tehdy společným podnikem strojírenských skupin Českomoravská–Kolben a Ringhoffer, později již pouze ČKD (Ringhoffer se angažoval v Tatře). Oldřich Meduna nastoupil jako volontér (s měsíčním platem 600 Kč, což byla polovina běžného platu inženýra) do konstrukční kanceláře pod vedením ing. Jana Petránka. Po období překreslování a kopírování výkresů dostal za úkol nakreslit motor pro nový osobní automobil, poté i převodovku s jednoduchou zpátečkou. Později se stal zástupcem hlavního kontrolora – jeho plat stoupl na 700 Kč měsíčně, hlavní kontrolor pobíral čtyřikrát tolik, což Meduna pochopitelně vnímal jako neúctu. Když podal výpověď, nabídli mu místo vedoucího normalizace ČKD s měsíčním platem přes 3000 Kč, ale tuto nabídku Meduna odmítl, protože již dal slovo v plzeňské Škodovce.

### Škoda Plzeň
(1. 10. 1927 – 31. 12. 1936)
Kvůli konkurenční doložce byl Meduna přijat nejprve do strojní konstrukce, později na vlastní žádost přeřazen do automobilní konstrukce (ta sem byla převedena z Mladé Boleslavi poté, co plzeňská Škoda koupila automobilku Laurin & Klement a došlo ke sloučení konstrukce osobních a nákladních automobilů), nástupní měsíční plat mu byl vyměřen ve výši 1620 Kč.

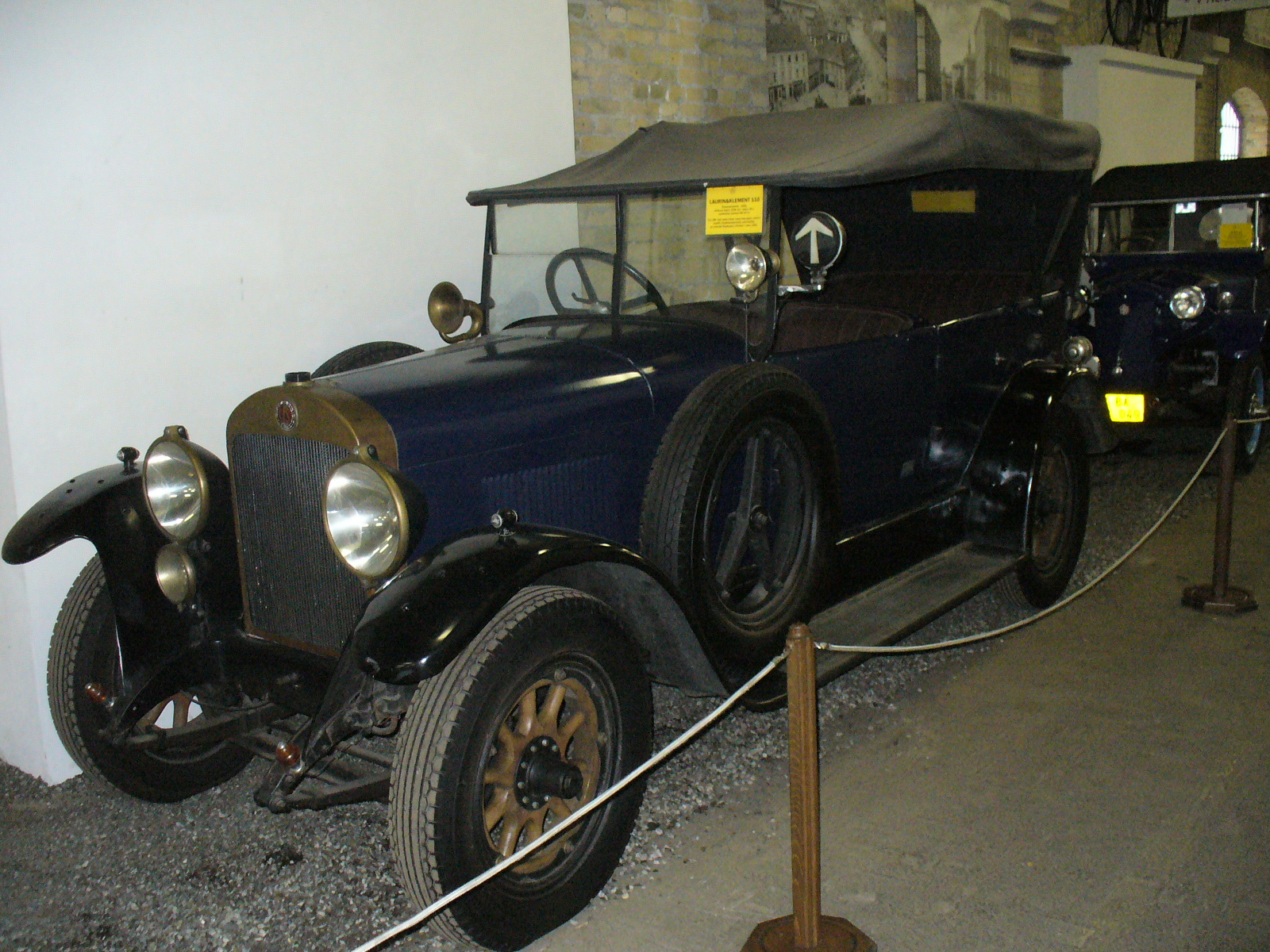
Laurin&Klement - Škoda 110

Zprvu se Oldřich Meduna věnoval úpravám stávajících typů, mj. Laurin&Klement 110, od roku 1928 spolupracoval na konstrukci automobilů Škoda 422, Škoda 430 a Škoda 645 a hospodářského traktoru Škoda HT 30. V této době vypsal Václav Klement stipendium pro roční stáž v USA – Meduna se přihlásil jako jediný, ale ředitel automobilního oddělení Ing. Emil Rezler mu ji nepovolil, což Meduna nemohl přenést přes srdce, Rezlerovi veřejně vynadal a hodlal odejít – Rezler ho odškodnil tím, že ho jmenoval svým zástupcem.
Tento krok byl šťastným rozhodnutím pro Medunu, Rezlera i Škodu: nadaný a nyní již uznávaný Meduna vedl konstrukci traktorů Škoda HT 18 a později Škoda HT 25, u kterého vymyslel konstrukci i výrobu tak, aby traktor byl co nejlevnější při koupi i při provozu (podle propočtů se vyplatil pro hospodářství o velikosti 20 ha a více). Při zkouškách motoru se Meduna přiotrávil petrolejovými spalinami, naštěstí bez vážných následků. Dále se věnoval vznětovým motorům, jednou z vůbec prvních československých konstrukcí byla přestavba benzinového motoru Škoda 304 na naftový. Při zkoušce na motorové brzdě opustila laboratoř část lidí ve strachu z chování motoru při vysokých otáčkách, tyto obavy se ukázaly jako zbytečné - vysoké otáčky motoru prospěly a jeho chod se zklidnil. V roce 1929 se Meduna stal vedoucím zkušebny motorové brzdy a inicioval stavbu velkých motorů pro nákladní automobily Škoda 404 D a Škoda 606 D, použitelné i pro kolejový autobus Škoda 2Mo.
K 2. lednu 1930 byl Oldřich Meduna jmenován šéfkonstruktérem oddělení motorů a vojenských vozidel. Ve své funkci si vedl výborně a za odměnu mu byl opakovaně zvyšován plat i v době krize, kdy Škoda propustila 20 % zaměstnanců a ostatním snížila mzdy o 10 %.
Meduna vedl skupinu, které se podařilo upravit benzinové motory na spalování lihobenzinové směsi (tzv. národní karburant, obsahující 20 až 25 % lihu). V této souvislosti se věnoval úpravám malého nákladního automobilu Škoda 306 na spalování čistého lihu pro zákazníka z Tchaj-wanu (tehdy Formosy) a při jedné testovací jízdě málem přišel o život, když v prudké zatáčce spadl z korby a zadní kola ho jen těsně minula.

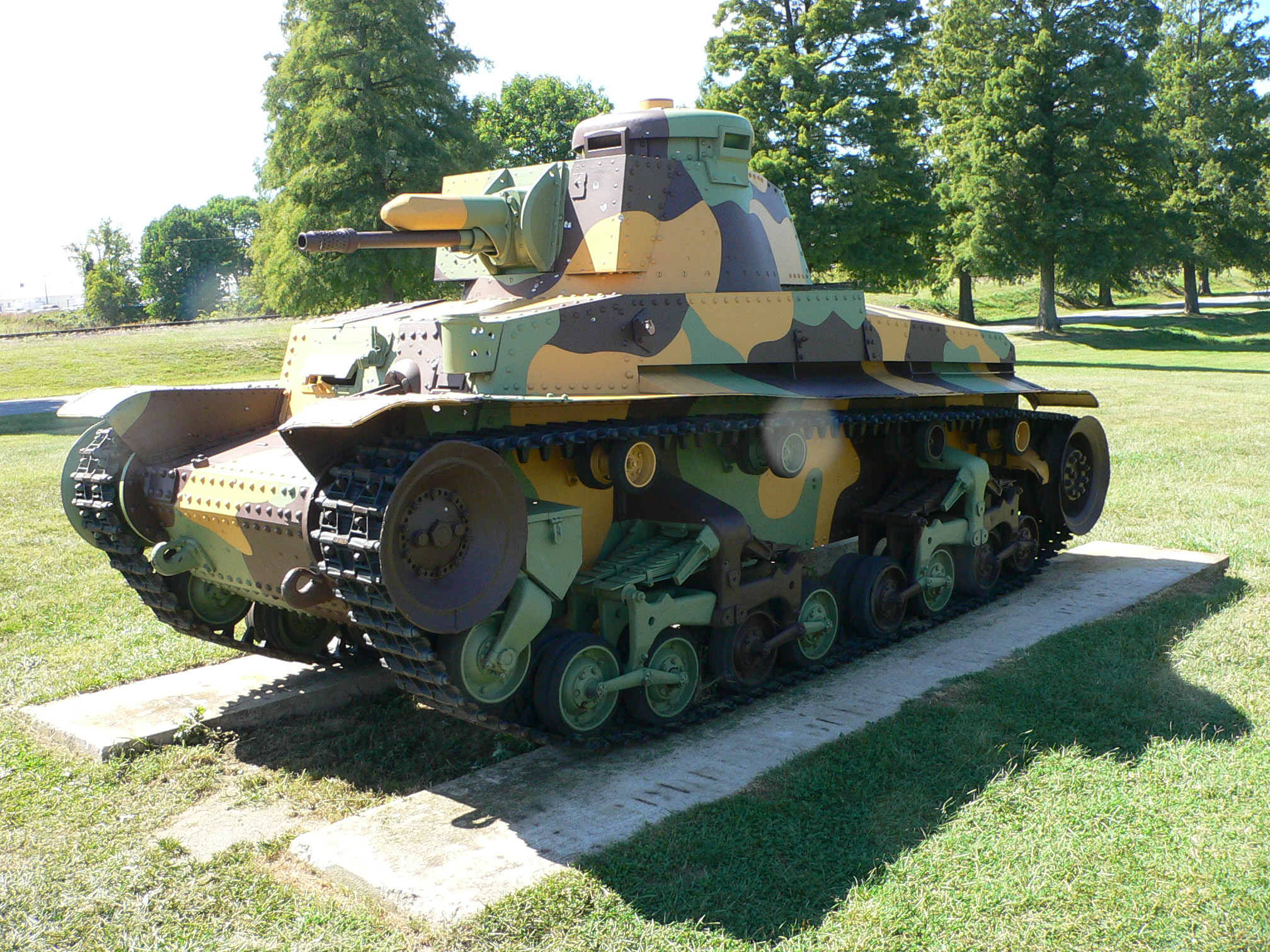
Sériový tank Škoda Š-II, vojenské označení LT vzor 35

Meduna pracoval i na vývoji československých tanků. V roce 1930 konstruoval pohon (pásy, kladky, motor) pro malý dvoumístný tank Škoda MU 4, v roce 1932 vedl konstrukci tanku Škoda Š-II se šestiválcovým motorem a s pneumatickým řazením i řízením - tento tank zvítězil při porovnávacích zkouškách s konkurenčním tankem Praga V8H s vidlicovým osmiválcem a mechanickým ovládáním.

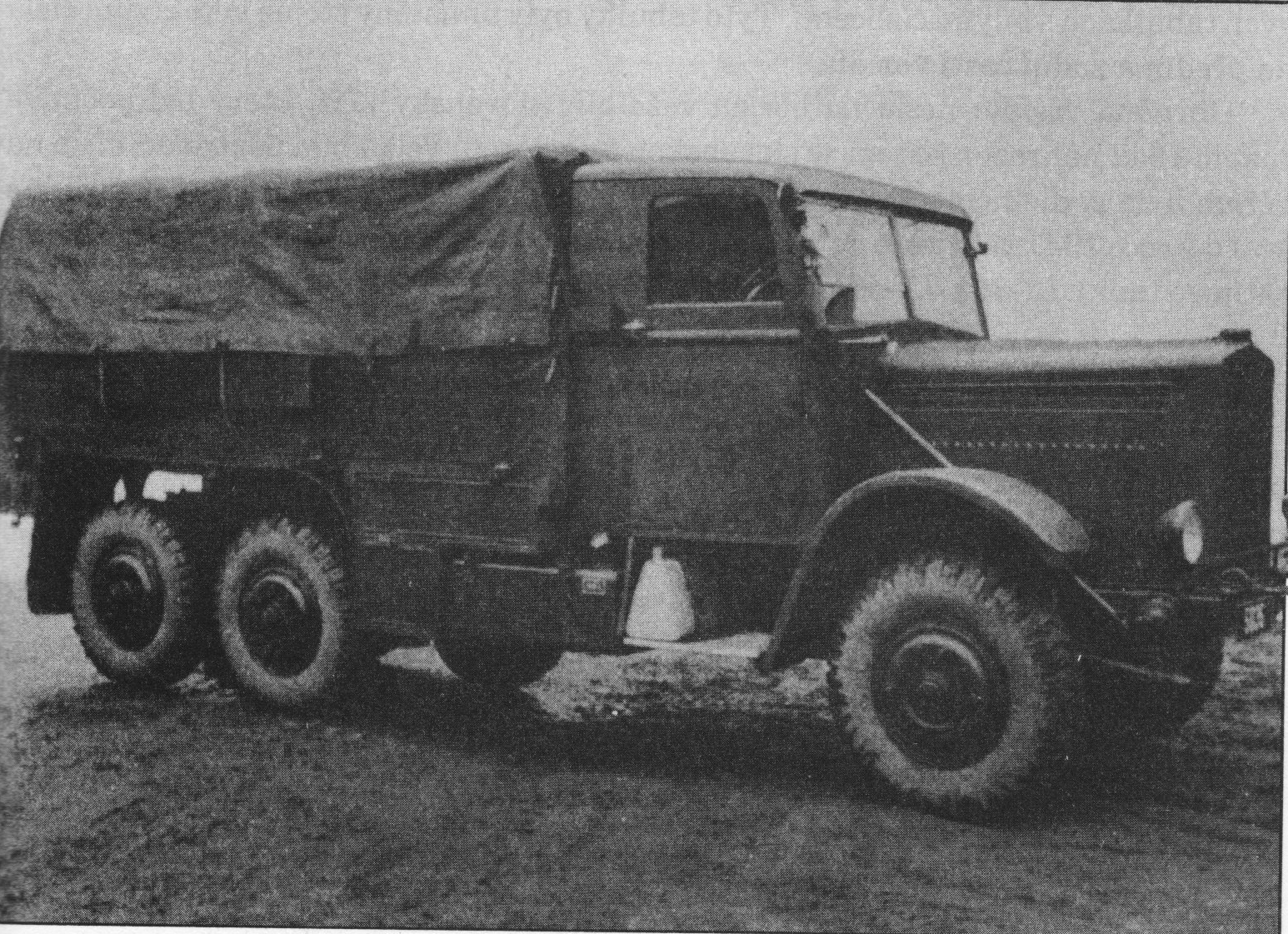
Vojenský tahač (traktor) Škoda 6ST6

V letech 1931-32 Meduna spolupracoval ještě na vývoji speciálních vojenských tahačů – první prototyp se neosvědčil, byl přepracován a jako typy Škoda 6STP6 a Škoda 6ST6 zaveden do sériové výroby. Tyto vozy měly pokrokovou konstrukci s trambusovou budkou, zážehovým motorem za přední nápravou a všemi hnanými koly na výkyvných polonápravách, vyrobilo se jich cca 2000 kusů a ještě v roce 1951 je do své výzbroje zařadila Československá lidová armáda.
Meduna se dále podílel na vývoji karosérie a podvozku pro třínápravový trolejbus Škoda 1Tr, který vycházel z nákladního automobilu Škoda 506 N a který se osvědčil při zavádění trolejbusového provozu v Praze – sloužil až do roku 1955.
Od 1. dubna 1936 byl Meduna jmenován "přednostou technické kanceláře pro vozidla mírová" a podílel se na přesunu celého automobilní oddělení, tj. kompletní výroby i konstrukce, které se od jara 1936 stěhovalo zpět do dceřiné automobilky v Mladé Boleslavi – plzeňská továrna potřebovala uvolnit prostory pro zbrojní výrobu. Pro práci v Boleslavi byl Meduna oficiálně uvolněn od 25. května 1936 a zařizoval tam celou novou konstrukční kancelář.

### ASAP Mladá Boleslav / Herrmann Göring Werke
(od 1. 1. 1937)
Meduna byl již od léta 1936 šéfkonstruktérem užitkových automobilů a přímo podléhal vrchnímu řediteli automobilky Ing. Karlu Hrdličkovi, jeho plat dál podstatně rostl. Od 1. ledna 1937 pobíral 52 200 Kč ročně, v roce 1938 96 000 Kč a v roce 1939 již 160 000 Kč. Zároveň s tím mu byl přidělen služební byt (uvolněný Ing. Hrdličkou po jeho přestěhování do Prahy) o výměře 170 m², za který platil nájem 500 Kč měsíčně.
Prvním velkým úkolem, který si Meduna uložil sám, byla úprava stávajícího automobilu Škoda 606 - když už se stěhovala výroba, vymínil si i modernizaci výrobku a zlevnění výroby. Medunův tým upravil motor, převodovku, rám atd. a vznikla tak legendární Škoda 706, jejíž výrobní náklady klesly oproti původnímu modelu o 13 %. Sám Meduna za tento úspěch dostal renumeraci (cílová projektová odměna) 28 000 Kč.
Další prací byla modernizace trolejbusu - nový typ Škoda 2Tr měl dva motory a podlahu jen 500 mm nad vozovkou, což bylo v té době unikátem. Tuto konstrukci prosazoval náměstek ředitele Elektrických drah hl. m. Prahy ing. Arnošt Páv jako cestu k pohodlnému a rychlému nástupu a výstupu cestujících. V této souvislosti inicioval Meduna i zkonstruování nových třínápravových autobusů s aerodynamickou samonosnou karosérií, páteřovým rámem podvozku a výkyvnými polonápravami - tyto moderní vozy Škoda 532 a Škoda 536 zůstaly ale jen ve stadiu prototypů a na konci války byly zničeny při bombardování Kladna.
Mimo to se Meduna věnoval modernizaci traktorů Škoda HT 25.
Po začátku okupace Medunův tým dokončoval rekonstrukci nákladního vozu Škoda 706. Podařilo se mu nejvyššího vojenského velitele automobilky, důstojníka SS Höraufa, přesvědčit o nutnosti dokončení projektu. Testování nového automobilu potom probíhalo při dopravě materiálu mezi Plzní a Mladou Boleslaví. Medunovy vzpomínky tak značně nabourávají mýtus o utajeném vývoji automobilu Škoda 706 R.
Začátkem roku 1941 do Mladé Boleslavi přijel Ferdinand Porsche a pro vývoj plánovaného těžkého vojenského tahače si vybral právě Medunu, jehož protesty utnul předseda správní rady Škody Plzeň dr. Wilhelm Voss.

### Dr. Ing. h.c. Porsche, Stuttgart
(31. 1. 1941 – asi 30. 6. 1941)
Meduna odpovídal za celkovou konstrukci tahače RSO, šéfoval týmu zprvu asi deseti konstruktérů. Pro výbornou znalost němčiny a striktně technický přístup si ho brzy oblíbil i samotný Ferdinand Porsche natolik, že mu bez problému ukazoval i tajné materiály včetně strojů na polygonu Berka. Když se v listopadu 1942 konaly terénní zkoušky prototypu tahače, byl Meduna svědkem toho, že ani vysoká oficialita Wehrmachtu, ani Porscheho rodina příliš nesdílejí Hitlerův nacistický fanatismus.
Po návratu do Mladé Boleslavi se Meduna angažoval v přípravě sériové výroby RSO, jehož měla být HGW finalistou. Tehdy byl velmi blízko odsouzení za sabotáž, protože vznikla chyba na výkrese a kusovníku terénních ostruh pro kola tahače, takže hutě v Plzni vyrobily vadné ostruhy s desetinásobnou příměsí manganu. Tím byla znehodnocena tuna strategického materiálu a vojenský velitel automobilky Hörauf Medunovi vyhrožoval vězením (naštěstí pro Medunu přešel Höraufa vztek brzo a věc se vyřešila bez tragických konců). Další spor měl Meduna s kolaborantským ředitelem automobilky Ing. Aloisem Hrdličkou, který stornoval již schválenou investici na 250 nových obráběcích strojů s tím, že se automobilka zavazuje vyrobit RSO stávajícími technologiemi. Lidé z automobilky pak projekt RSO využili i jinak, na jeho zakázkové číslo se vyrábělo mnoho věcí naprosto nesouvisejících, včetně mlýnků na řepkový olej, což vše platil Wehrmacht…
Na jaře 1945 byl ještě Meduna převelen do Dubnice nad Váhem, kde rozjížděl nový provoz škodovácké muničky (první podzemní haly tam Škoda postavila už ve 30. letech).

### Automobilové závody, n.p.
(asi do 31. 12. 1950)
Na konci války byla automobilka vybombardována a odklízení trosek trvalo přes týden. V té době se zúročily dobré vztahy Meduny s J. Lancem, šéfkonstruktérem dříve vybombardované Pragy – ti se spolu za zády vedení dohodli, že se výroba těžkých nákladních aut přesune z Mladé Boleslavi do Avie Letňany a v Boleslavi zůstane výroba osobních aut a lehkých nákladních vozů do tří tun (Škoda 256). Podařilo se mu také sjednat návrat výroby traktorů (Škoda T 30) do Plzně.
Vedení Československa se tehdy vydalo cestou k lidově demokratickému zřízení, což znamenalo mimo jiné to, že se velké podniky a koncerny znárodnily, jejich vertikály rozštěpily a znovu se spojily do horizontál, aby se odstranil konkurenční boj. V každém sektoru těžké výroby se tak povolovalo vyrábět jen několik málo typů, což se promítlo i do Medunovy pracovní náplně a ten tak v letech 1945-1947 kumuloval ve znárodněném těžkém průmyslu několik funkcí: šéf konstrukce karosérií v Mladé Boleslavi, šéf konstrukce sériových nákladních vozidel v Plzni i Boleslavi, šéf konstrukce vojenských automobilů a motorů v Plzni, šéf přípravy výroby vozidel v Avii atd. V té době se také podivil neznalostem a dogmatismu dr. Alexe Tauba, který měl coby americký expert postavit v Československu automobilový průmysl na nohy, ale o technice prý věděl velmi málo.[zdroj⁠?!]
Po převzetí moci komunisty se Meduna ještě nějaký čas věnoval běžné práci, ale koncem roku 1949 dostal za úkol konstrukci pancéřované limuzíny. Praga i Tatra tuto zakázku odmítly a protože Meduna byl jeden z mála, kdo rozuměl pancéřovaných vozidlům, stala se pozdější Škoda VOS jeho poslední velkou prací v AZNP. Kvůli ní Meduna neustále jezdil mezi Boleslaví, Prahou a Vysokým Mýtem (v tamním n. p. Karosa se vozy kompletovaly). O tomto voze také tvrdil, že to byl jeho první a poslední návrh karosérie osobního vozu.
Začátkem roku 1950 se pak plně projevila nastupující studená válka: všichni konstruktéři automobilek dostali příkaz zastavit práce na veškerých civilních vozidlech a věnovat se plně vojenským. Praga dostala za úkol projektovat tanky, Škoda s Tatrou nákladní automobily - konstruktéři ze Škodovky tehdy zpracovali projekt V3T s celou řadou variant, který však v Tatře odmítli a sami připravili typ Tatra 128, vycházející z koncepce Tatry 111, a podle Meduny dokonce chtěli celou boleslavskou automobilku podřídit technologiím Tatry. Meduna se tehdy pohádal s představiteli Tatry i Ministerstva národní obrany, protože byl přesvědčen o kvalitách V3T (dotaženého již do stádia prototypů), pochyboval o výrobní a provozní nenáročnosti T128 a byl (správně) přesvědčen, že T128 bude nejméně o tunu těžší, než V3T. V té době mu opět hrozilo zatčení, proto ve sporech ustoupil a Tatra 128 se skutečně vyráběla jako hlavní vojenské vozidlo, ale byla prý šitá horkou jehlou a skutečně tak nekvalitní, že po roce byla výroba ukončena a Meduna dostal satisfakci v podobě příkazu Pragovce oprášit a zdokonalit V3T (čímž vznikla slavná Praga V3S). Podle něj se pak díky fiasku T128 mohly AZNP vrátit k vývoji osobních automobilů.
Koncem roku 1950 se automobilka rozhodla Meduny zbavit. Dostal poukaz na lázeňský pobyt a druhý den po odjezdu ho pro nepovolené opuštění pracoviště zbavili funkce šéfkonstruktéra (tehdy s měsíčním platem 14 000 Kčs). Po návratu z lázní se proto Meduna pohádal se závodním ředitelem Císařem a podal výpověď, kterou osobní oddělení ani nechtělo převzít. Následujícího půl roku mu běžela výpovědní lhůta, kdy Meduna již jen dokončoval projekt Škoda VOS a rozhlížel se po nové práci. Byl mu nabídnut post vedoucího výroby v dubnické muničce, ale to odmítl, protože chtěl být konstruktérem. Cestou zpět se zastavil ve Vysokém Mýtě, kde ho přijali s otevřenou náručí.

### Karosa Vysoké Mýto
(1. 2. 1951 – 1955)
Příchod do Karosy znamenal pro Medunu jisté uskrovnění, coby obyčejný konstruktér dostal měsíční plat 7000 Kčs, ale brzy začal postupovat. Nejprve pokračoval na projektu malých autobusů Karosa se samonosnou karosérií na nápravách Tatra, ale kopřivnická automobilka později odmítla dodávat již potvrzené díly a Meduna se domníval, že v tom mohl být i vyšší zájem kvůli likvidaci bývalého majitele Josefa Sodomky a jeho odejití z funkce ředitele n. p. Karosa. Je však pravděpodobnější, že to souviselo i s dříve uvedenou orientací průmyslu na armádní požadavky. Nakonec byl totiž projekt autobusu pod Medunovým vedením přepracován do podoby třínápravového horského autobusu Tatra 500 HB, ovšem s portálovými nápravami Praga.
Ředitelem automobilky byl tehdy bývalý Sodomkův lakýrník Kuba. Ten, jakmile zjistil, že Meduna je schopný organizátor, ho instaloval do funkce hlavního inženýra závodu a o jakékoliv ředitelování ztratil zájem. Tak dlouho nechával práci na Medunovi, až byl suspendován a Meduna se na příkaz ministra Zatloukala stal prozatímním ředitelem podniku se šesti pobočnými závody.
V červnu 1954 byl Meduna oponentem prvotní studie nové limuzíny Tatra 603 – prosazoval tehdy fyzické rozšíření karosérie s výmluvným a poněkud potměšilým argumentem: „Je třeba počítat s cestujícími, kteří nejsou příliš sportovně založeni v důsledku stáří. Vstupování a vystupování z vozu mělo by být pohodlnější, aby osoby mohly bez namáhání a přílišného ohýbání snadno vstupovat a vystupovat.“
Od roku 1953 také Meduna externě přednášel na liberecké katedře techniky. Když začal v roce 1955 v Karose pociťovat zhoršení lidských vztahů v důsledku činnosti závodní rady KSČ a když mu navíc onemocnělo srdce, rozhodl se Karosu opustit a věnovat se pedagogice.

## Pedagog
(od roku 1956)
Po rekonvalescenci si Meduna mohl vybírat, kam půjde přednášet, nabízely se mu školy v Brně, Bratislavě a v Liberci. Protože jeho žena bydlela a pracovala v Praze, zvolil Liberec. Později si pochvaloval, že mezi mladými lidmi zapomínal stárnout, zato kantorský sbor se k němu choval odtažitě (mimo jiné proto, že dostával poměrně slušné honoráře za externí práce zejména pro podniky LIAZ a Karosa).
V roce 1957 požádala čínská ambasáda československé Ministerstvo školství a osvěty, aby bylo pro jejich průmysl uvolněno několik odborníků na tříměsíční přednáškovou činnost, pro automobilovou výrobu jmenovitě profesor Meduna. V listopadu 1958 tedy Meduna (spolu s technologem z košické univerzity Ing. Vondrou) odletěl do Pekingu a poté navštívil několik desítek továren, kde všude pomáhal a radil s technologiemi a organizací výroby na úrovni závodu i na úrovni státu, přitom varoval před napodobováním československého vzoru v roztrhání podnikových vertikál. Podle něj je nejvhodnější, když pod jedním podnikem a vedením je výroba základního materiálu, polotovarů, montáž i prodej. Podle jeho slov si ho Číňané velmi oblíbili nejen pro poskytnuté rady, které ihned empiricky prověřili (např. od Medunova návrhu nového bloku motoru po zkoušky hotového motoru neuběhly ani čtyři dny), ale i pro jeho uznání pro čínskou kuchyni a také proto, že se Meduna rychle učil čínsky a podle svých slov ovládal i více než 2000 znaků písma.
Asi v roce 1960 se pak Meduna vrátil do Československa, protože mu onemocněla žena, a pravděpodobně se věnoval přednáškám už především v rámci ČSSR.
Na tehdejší Vysoké škole strojní a textilní v Liberci ještě v letech 1970–1972 působil ve funkci proděkana pro pedagogickou činnost na strojní fakultě. Jeho působení v této škole pokračovalo až do 31. 12. 1987, a to ve funkci profesora na Katedře částí strojů a mechanismů VŠST Liberec. Pravidelně i ve vysokém věku sám dojížděl autem (VAZ 2101) z místa svého bydliště, Prahy, do Liberce.

## Občanské postoje
Dne 30. dubna 1968 byl Oldřichu Medunovi udělen Řád práce s pořadovým číslem 3233.Dne 14. května 1973 je zapsán do jmenné evidence StB jako držitel propůjčeného bytu.

## Pozdní životopis
Publicista Jan Králík byl v roce 1995 spoluautorem výpravné dvojdílné publikace ke stému výročí mladoboleslavské automobilky Škoda. Při této příležitosti byl dotázán, zda se při psaní setkal i s prof. Medunou – to J. Králíka překvapilo, protože si myslel, že ing. Meduna již jistě dávno nežije. Zanedlouho však byl seznámen s paní Dagmar Havlíkovou, Medunovou neteří, u které prof. Meduna žil na sklonku života, a domluvil se na sepsání jeho vzpomínek.
Od jara do podzimu 1996 potom J. Králík jezdil každý týden do Brna a prof. Meduna („takřka nevidomý, špatně slyšící a ztěžka se pohybující pán“) ho nepřestával udivovat svou záviděníhodnou pamětí a bystrou myslí: „V deset hodin dopoledne jsem pustil diktafon a do pěti hodin poslouchal. Přes týden jsem pásky přepsal, abychom další středu pokračovali tam, kde jsme přestali. Vůbec nebylo třeba panu profesorovi připomínat, u čeho minule skončil. Jako kdybych si jen na okamžik odskočil, začal větou, která navázala na tu poslední z minula.“ (citace z knihy). J. Králík však nestačil vzpomínky profesora Meduny dokončit - na konci října 1996 se musel ze schůzky omluvit a znovu se již nesešli, protože prof. Oldřich Meduna 9. 11. 1996 zemřel. J. Králík poté do podtitulu své knihy napsal: „Strhující příběh konstruktéra Oldřicha Meduny - ptal se, naslouchal a zapsal Jan Králík.“
Životopis tak zůstal nedokončen a zastavil se v popisech II. poloviny padesátých let. Knižně vydán byl po deseti letech.
Oldřich Meduna byl pochován na Komínském hřbitově v Brně.